# Chrysosporium minus
Chrysosporium minus är en svampart som beskrevs av Skou 1992. Chrysosporium minus ingår i släktet Chrysosporium och familjen Onygenaceae.   Inga underarter finns listade i Catalogue of Life.